# إغناثيو راميريز
إغناثيو راميريز (17 سبتمبر 1976 - ) (بالإسبانية: Ignacio Ramírez)‏ هو لاعب كرة طائرة المكسيك.